# Храм Преподобного Олексія, Людини Божої (Харків)
Храм Преподобного Олексія, людини Божої — православний храм у Харкові, в районі Олексіївка . Належить до Харківської єпархії Української православної церкви (Московського патріархату).

## Історія
Перший храм в Олексіївці збудували 1839 року. Він був однопрестольний, кам'яний і освячений на честь Різдва Пресвятої Богородиці. Під час Німецько-радянської війни, 1943 року, коли Харків кілька разів переходив із рук в руки та на його території та в передмісті йшли запеклі бої, храм був зруйнований.
На території сучасного району міста, де був храм, було розташоване село Олексіївка. Від найменування цього селища походить назва району міста — Олексіївка (Харків). Про це ж нагадує і вулиця Олексіївська, поряд із якою знаходився храм.
Найімовірніше, найменування села та вулиці (а також району Харкова) пов'язане зі святим джерелом преподобного Олексія, людини Божої. Джерело діє і зараз, і багато жителів району вживають цю воду для своїх потреб.
Із відродженням Церкви священики Свято-Пантелеймонівського храму, найближчого до св. джерела, регулярно здійснювали на Олексіївському джерелі Велике освячення води на свято Хрещення Господнього.
Нині богослужіння відбуваються у тимчасовому храмі поряд із джерелом. Настоятель: священик Андрій Драненко.
У безпосередній близькості від джерела у 2004 році почалося будівництво католицького храму Святої Сімейства Римо-Католицької церкви та монастиря ордену отців маріан (MIC).
Будівництво католицького центру викликало обурення серед православного народу і виступ під гаслом «Ні — будівництву католицького капища». Призвідник цього обурення на день пізніше був позбавлений священицького сану. У тому ж році Митрополитом Харківським та Богодухівським було відкрито парафію на честь св. Преподобного Олексія, людини Божої.
Нині з іншого боку джерела ведеться будівництво православного храму. Мирне сусідство двох конфесій є прикладом порозуміння християн.